# Tracey Browning
Tracey Browning (McKay, 7 dicembre 1963) è un'ex cestista australiana.

## Carriera
Con l'Australia ha giocato tra la fine degli anni '80 e gli inizi degli anni '90 disputando i Campionati del mondo del 1990 in Brasile, segnando 21 punti in 5 partite.
Browning ha militato all'interno dalla lega femminile di basket australiana, la Women's National Basketball League (WNBL), giocando un totale di 282 incontri tra il 1982 e il 1995. Ha fatto parte delle squadre dell'Australian Institute of Sport (1982-1983), Cobug Cougars (1984-1985), Nunawading Spectres (1986 - 1991) e le Dandenong Rangers (1992 - 1995).
In occasione della Grand Final del 1987 tra le Nunawading Spectres e le Coburg Cougars ha ottenuto il titolo di miglior giocatrice dell'anno. Grazie al numero di partite giocate in carriera, è membro a vita della WNBL.
A partire dal 2001 ha iniziato a collaborare con l'esibizione a luci rosse Sexpo, di cui dal 2014 ricopre ruolo di general manager.